# Парламентские выборы в Великобритании (1979)
Парламентские выборы в Великобритании 1979 года — выборы, происходившие 3 мая 1979 года. Уверенную победу на выборах одержала Консервативная партия Великобритании, и 4 мая новым премьер-министром Великобритании стала Маргарет Тэтчер.

## Предвыборная кампания
- Консервативная партия построила свои предвыборные обещания вокруг экономических вопросов, доказывая необходимость приватизации и либеральных реформ. Консерваторы обещали бороться с инфляцией и добиваться ослабления профсоюзов, поскольку организовываемые ими забастовки наносили значительный ущерб экономике. Консерваторы также старались привлечь на свою сторону рабочих — традиционный электорат лейбористов, людей, голосовавших впервые и тех, кто в 1974 году голосовал за либералов.
- Лейбористская партия обещала поддерживать национальную систему здравоохранения и удерживать безработицу на низком уровне. Кроме того, лейбористы старались доказать избирателям рискованность обещаний консерваторов.
- Либеральная партия обещала снизить налоги, заявляя о готовности установить их в пределах от 20% до 50%.

## Результаты выборов
| Партия                                        | Лидер            | Голосов    | %    | Мест |
| --------------------------------------------- | ---------------- | ---------- | ---- | ---- |
| Консервативная партия                         | Маргарет Тэтчер  | 13 697 923 | 43,9 | 339  |
| Лейбористская партия                          | Джеймс Каллаган  | 11 535 218 | 36,9 | 269  |
| Либеральная партия                            | Дэвид Стил       | 4 313 804  | 13,8 | 11   |
| Шотландская национальная партия               | Уильям Вулф      | 504 259    | 1,6  | 2    |
| Ольстерская юнионистская партия               | Гарри Уэст       | 254 578    | 0,8  | 5    |
| Британский национальный фронт                 | Джон Тиндалл     | 191 719    | 0,6  | 0    |
| Партия Уэльса                                 | Гвинвор Эванс    | 132 544    | 0,4  | 2    |
| Социал-демократическая и лейбористская партия | Джерри Фитт      | 126 325    | 0,4  | 1    |
| Альянс                                        | Оливер Непер     | 82 892     | 0,3  | 0    |
| Демократическая юнионистская партия           | Иан Пейсли       | 70 795     | 0,2  | 3    |
| Экологическая партия                          | Джонатан Тайлер  | 39 918     | 0,1  | 0    |
| Объединённая ольстерская юнионистская партия  | Эрнест Бэрд      | 39 856     | 0,1  | 1    |
| Независимые ольстерские юнионисты             |                  | 36 989     | 0,1  | 1    |
| Независимые республиканцы                     |                  | 22 398     | 0,1  | 1    |
| Коммунистическая партия                       | Гордон Макленнан | 16 858     | 0,1  | 0    |